# بيلي شتاينبرغ
بيلي شتاينبرغ (بالإنجليزية: Billy Steinberg)‏ هو كاتب أغاني أمريكي، ولد في 26 فبراير 1950.

## وصلات خارجية
- بيلي شتاينبرغ على موقع IMDb (الإنجليزية)
- بيلي شتاينبرغ على موقع ميوزك برينز (الإنجليزية)
- بيلي شتاينبرغ على موقع أول ميوزيك (الإنجليزية)
- بيلي شتاينبرغ على موقع ديسكوغز (الإنجليزية)